# لوثينا دي خالون
بلدية لوثينا دي خالون (بالإسبانية: Lucena de Jalón) هي بلدية تقع في مقاطعة سرقسطة التابعة لمنطقة أراغون شمال شرق إسبانيا.

## الديموغرافيا
بلغ عدد سكان بلدية لوثينا دي خالون 307 نسمة عام 2011 (وفقاً للمعهد الوطني الإسباني للإحصاء).
| 273 | 252 | 244 | 267 | 294 | 321 | 307 |